# Орлов, Александр Анатольевич (историк)
Алекса́ндр Анато́льевич Орло́в (род. 18 мая 1967, Родники, Московская область) — российский историк. Доктор исторических наук, профессор кафедры новой и новейшей истории Института истории и политики Московского педагогического государственного университета.

## Биография
В 1990—1992 годах работал учителем истории и обществознания в московской средней школе № 1221 (37) и в то же время сам учился на вечернем отделении исторического факультета Московского государственного открытого педагогического института (МГОПУ, ныне МГГУ им. М. А. Шолохова), который с отличием окончил в 1993 году по специальности «История» (квалификация — учитель истории и социально-политических дисциплин). В 1994 году поступил в очную аспирантуру и в то же время преподавал на кафедре всеобщей истории исторического факультета МГОПУ. По окончании аспирантуры в 1997 году защитил диссертацию на соискание учёной степени кандидата исторических наук по теме «Англо-русские взаимоотношения в годы наполеоновских войн (1805—1814 гг.)» (07.00.03 — Всеобщая история [соответствующего периода]).
В 1997—2001 годах — старший преподаватель кафедры всеобщей истории МГОПУ, в 2001—2011 — доцент кафедры всеобщей истории Московского государственного гуманитарного университета (МГГУ). С 2006 года обучался в очной докторантуре МГГУ, а в 2009 защитил докторскую диссертацию по теме «Проблема нового мирового порядка в отношениях Великобритании и России в первой половине XIX века». С 2011 года — профессор кафедры зарубежной истории МГГУ.
После реорганизации 26 февраля 2015 года МГГУ им. М. А. Шолохова присоединением его к Московскому педагогическому государственному университету (МПГУ) Орлов продолжил свою научно-педагогическую деятельность на кафедре новой и новейшей истории Института истории и политики МПГУ. С 1 декабря того же года (по настоящее время) — профессор кафедры новой и новейшей истории МПГУ.
Принимал участие во многих научных конференциях, в числе которых международные как в России, так и за рубежом. Наиболее видное место из числа последних занимает «Российская империя 1790—1830 гг.: В поисках нарративов для Александровской эпохи (The Russian Empire 1790—1830: In Search for Narratives for the Alexandrine Age)», состоявшаяся в марте 2017 года в Майнцском университете (Германия), где Орлов выступил с докладом: «Британское влияние на идеи модернизации России в период правления императора Александра I (1801—1825 гг.)».
Читал лекции и вёл семинарские занятия по дисциплинам «Отечественная история», «История средних веков», «История стран Востока в средние века», «Новая история стран Европы и Америки», «Основы научно-исследовательской работы студентов», «История отечественного государства и права», «История экономики» и др. Читал лекции 1 и 12 октября 2019 года на просветительском проекте Российского военно-исторического общества лектории «Эхо наших побед».
С 2006 года является членом историко-патриотического общества «Багратион». С 2009 года — ответственный секретарь, а с 2013 — заместитель главного редактора журнала «Вестник МГГУ им. М. А. Шолохова. Серия: История и политология». С 1 декабря того же года — заместитель главного редактора журнала «ЛОКУС».

## Награды
- Почётная грамота ЦК ВЛКСМ (1987)
- Почётный знак «50 лет МГОПУ им. М. А. Шолохова» (2001)
- Почётный знак Общественного совета по увековечению памяти Отечественной войны 1812 года «За увековечение памяти Отечественной войны 1812 года» (2012)